# خنچینه (استان ماسوویان)
خنچینه (به لهستانی:  Chęciny) یک روستا در لهستان است که در گمینا گوژنو (استان ماسوویان) واقع شده‌است.